# Чарлстън (Южна Каролина)
Вижте пояснителната страница за други значения на Чарлстън.
Чарлстън (на английски: Charleston) е град в Южна Каролина, Съединени американски щати, административен център на окръг Чарлстън. Разположен е при вливането на реките Ашли и Купър в Атлантическия океан.
Основан е през 1670, като през 1680 е преместен на сегашното си място. В началото на 19 век е петият по големина град в Северна Америка след Филаделфия, Ню Йорк, Бостън и Квебек.
Днес градът е втори по големина в Южна Каролина след столицата Колумбия и има население около 118 000 души (2007).

## Известни личности
Родени в Чарлстън
- Уилям Шепард (1871 – 1934), историк
- Робърт Фърчгот (1916 – 2009), учен
- Александра Рипли (1934 – 2004), писателка
- Ърл Менигот (1944 – 1998), баскетболист
- Робърт Джордан (1948 – 2007), писател
- Франк Кълбъртсън (1949 – ), астронавт
- Фредерика Матюз-Грийн (1952 – ), писателка
- Уил Патън (1954 – ), актьор
- Катрин Кулмън (1960 – ), астронавт
- Грейди Хендрикс (1972 – ), писател
- Лезли Зен (1974 – ), актриса
- Стейси Уилингам (1991 – ), писателка

Починали в Чарлстън
- Робърт Грей (1755 – 1806), мореплавател
- Джоузеф Пулицър (1847 – 1911), издател
- Марк Кларк (1896 – 1984), генерал
- Робърт Джордан (1948 – 2007), писател
- Ан Ривърс Сидънс (1936 – 2019), писателка